# Carlos Michel Lopes Vargas
Carlos Michel Lopes Vargas (*Porto Alegre, Rio Grande do Sul, Brasil, 18 de mayo de 1982), futbolista brasileño. Juega de defensa y su primer equipo fue São José EC.

## Clubes
| Club                       | País                 | Año       |
| -------------------------- | -------------------- | --------- |
| São José EC                | Bandera de Brasil    | 1999-2002 |
| SC Internacional           | Bandera de Brasil    | 2002-2003 |
| Ferro Carril Oeste         | Bandera de Argentina | 2003-2004 |
| Cruzeiro EC                | Bandera de Brasil    | 2005      |
| Ipatinga FC                | Bandera de Brasil    | 2005      |
| América Futebol Clube (MG) | Bandera de Brasil    | 2006      |
| Cruzeiro EC                | Bandera de Brasil    | 2006      |

- Datos: Q5042380